# Silharadynastin
Silharadynastin var en dynasti som härskade över området kring nuvarande indiska storstaden Bombay från 800-talet till 1200-talet. En furste av denna dynasti, Chittaraja, lät uppföra Walkeshwartemplet och Banganga Tank.